# 19121 Rathnasree
19121 Rathnasree è un asteroide della fascia principale esterna. Scoperto nel 1985, presenta un'orbita caratterizzata da un semiasse maggiore pari a 3,172785 UA e da un'eccentricità di 0,256801, inclinata di 12,482018ª rispetto all'eclittica. Ha un diametro di 7,756 km e un'albedo di 0,107.
Scoperto dall'astronomo belga Henri Debehogne, il nome è una dedica all'astrofisica indiana Nandivada Rathnasree.